# Protexarnis monogramma
Protexarnis monogramma är en fjärilsart som beskrevs av George Francis Hampson 1903. Protexarnis monogramma ingår i släktet Protexarnis och familjen nattflyn. Inga underarter finns listade i Catalogue of Life.